# Hemaris saundersi
Hemaris saundersi är en fjärilsart som beskrevs av Francis Walker 1856. Hemaris saundersi ingår i släktet Hemaris och familjen svärmare. Inga underarter finns listade i Catalogue of Life eller i The Global Lepidoptera Names Index (LepIndex), Natural History Museum.